# Wislikofen

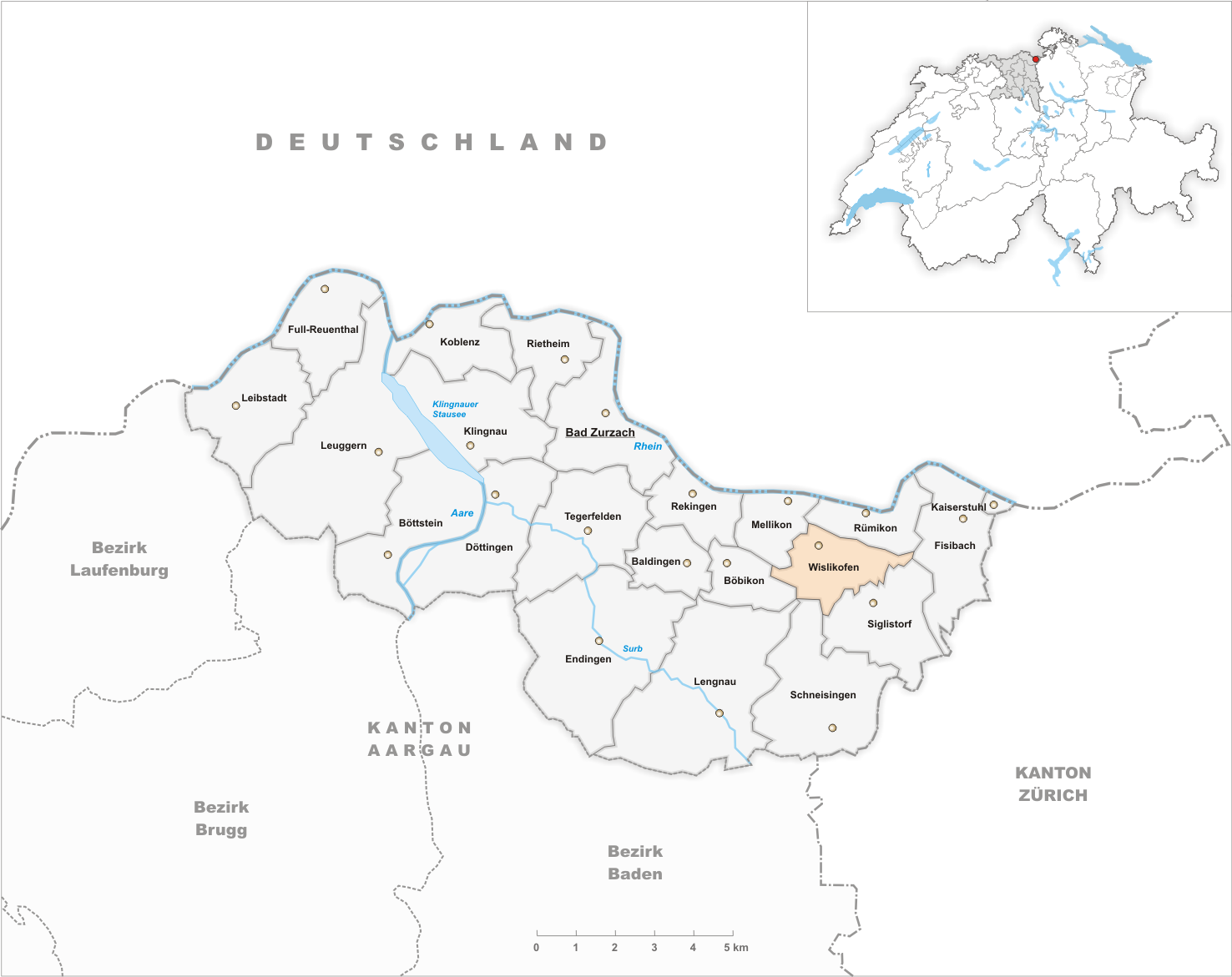
Gemeindestand vor der Fusion am 1. Januar 2022

Wislikofen (schweizerdeutsch: Wislike, ˈʋislikχə) ist ein Ort in der Einwohnergemeinde Zurzach im Schweizer Kanton Aargau. Sie gehört zum Bezirk Zurzach und liegt etwa zwei Kilometer südlich der Grenze zu Deutschland.
Am 1. Januar 2022 fusionierte Wislikofen mit den Gemeinden Bad Zurzach, Baldingen, Böbikon, Kaiserstuhl, Rekingen, Rietheim und Rümikon zur neuen Gemeinde Zurzach.

## Geographie
Die ehemalige Gemeinde besteht aus den Dörfern Wislikofen (394 m ü. M.) im Westen und Mellstorf (414 m ü. M.) im Osten, die rund einen Kilometer voneinander entfernt im Tal des Tägerbachs liegen. Der Tägerbach fliesst zunächst von Südosten nach Nordwesten, danach nordwärts durch die tief eingeschnittene Chessel-Schlucht, und mündet schliesslich östlich von Mellikon in den Rhein. Das enge Tal wird durch zwei lang gestreckte Hügel des Tafeljuras begrenzt, dem Gweslig (505 m ü. M.) im Norden und der Flue (585 m ü. M.) im Süden. Beide sind im unteren Bereich äusserst steil und gehen in Hochebenen über. Ganz im Südwesten besitzt Wislikofen einen Anteil am Südhang der Flue, der steil ins Tal des Chrüzlibachs abfällt.
Die Fläche des ehemaligen Gemeindegebiets beträgt 375 Hektaren, davon sind 136 Hektaren bewaldet und 39 Hektaren überbaut. Der höchste Punkt liegt auf 585 Metern auf der Hochfläche der Flue, der tiefste auf 360 Metern am Tägerbach. Nachbargemeinden waren Rümikon im Norden, Fisibach im Nordosten, Siglistorf im Osten, Schneisingen im Süden, Böbikon im Westen und Mellikon im Nordwesten.

## Geschichte
Die erste urkundliche Erwähnung erfolgte im Jahr 1107. Damals trat Adelbero de Wiscilinchoven als Zeuge bei einem Grundstücksgeschäft des Klosters Allerheiligen in Schaffhausen auf. Der Ortsname stammt vom althochdeutschen Wizzilinghofun und bedeutet «bei den Höfen der Sippe des Wizzilo». Am 27. Dezember 1113 schenkten die Edlen von Waldhausen dem Kloster St. Blasien umfangreichen Grundbesitz in der Region. Das Benediktinerkloster richtete daraufhin eine Propstei ein, um den neu erworbenen, aber ziemlich weit entfernt liegenden Besitz zu verwalten. Die Propstei Wislikofen entwickelte sich zum kulturellen und wirtschaftlichen Zentrum und prägte jahrhundertelang die Dorfgemeinschaft.
Schirmherren des Klosters und Inhaber der Blutgerichtsbarkeit über das Dorf waren zunächst die Grafen von Kyburg, nach deren Aussterben ab 1273 die Habsburger. Die Eidgenossen eroberten 1415 den Aargau. Wislikofen gehörte nun zum Amt Ehrendingen der Grafschaft Baden, einer Gemeinen Herrschaft. Im März 1798 nahmen die Franzosen die Schweiz ein und riefen die Helvetische Republik aus. Wislikofen war zunächst eine Gemeinde im kurzlebigen Kanton Baden, seit 1803 gehört sie zum Kanton Aargau. Die kleine Nachbargemeinde Mellstorf wurde am 1. Januar 1899 eingemeindet. Bis weit ins 20. Jahrhundert hinein blieb die Gemeinde landwirtschaftlich geprägt.
Im Jahr 2000 trat Wislikofen der Verwaltungskooperation «Verwaltung2000» bei, welche die Verwaltungsaufgaben von sieben Gemeinden in der Nachbarschaft erledigt. Seit 2014 ist die Gemeinde im Projekt «Rheintal+» involviert, das die Fusion von neun Gemeinden zur Gemeinde Zurzach vorsieht. Nachdem die Gemeindeversammlung am 23. Mai 2019 mit 85 zu 12 Stimmen der Fusion zugestimmt hatte, wurde der Entscheid am 8. September 2019 in einer Volksabstimmung mit 109 zu 41 Stimmen bestätigt. Damit erfolgte die Fusion am 1. Januar 2022 (jedoch ohne Mellikon, das knapp abgelehnt hatte).

## Sehenswürdigkeiten

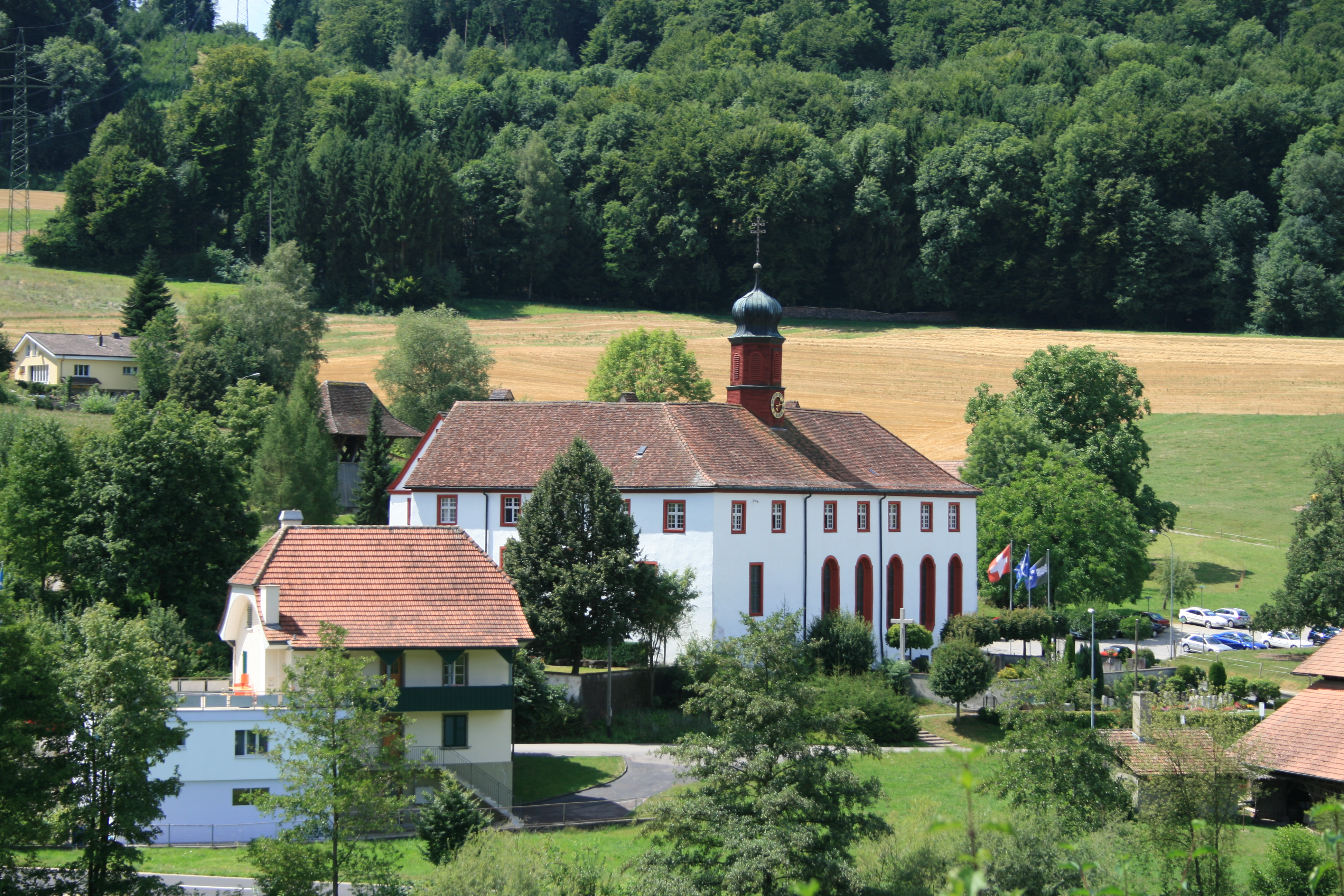
Propstei Wislikofen

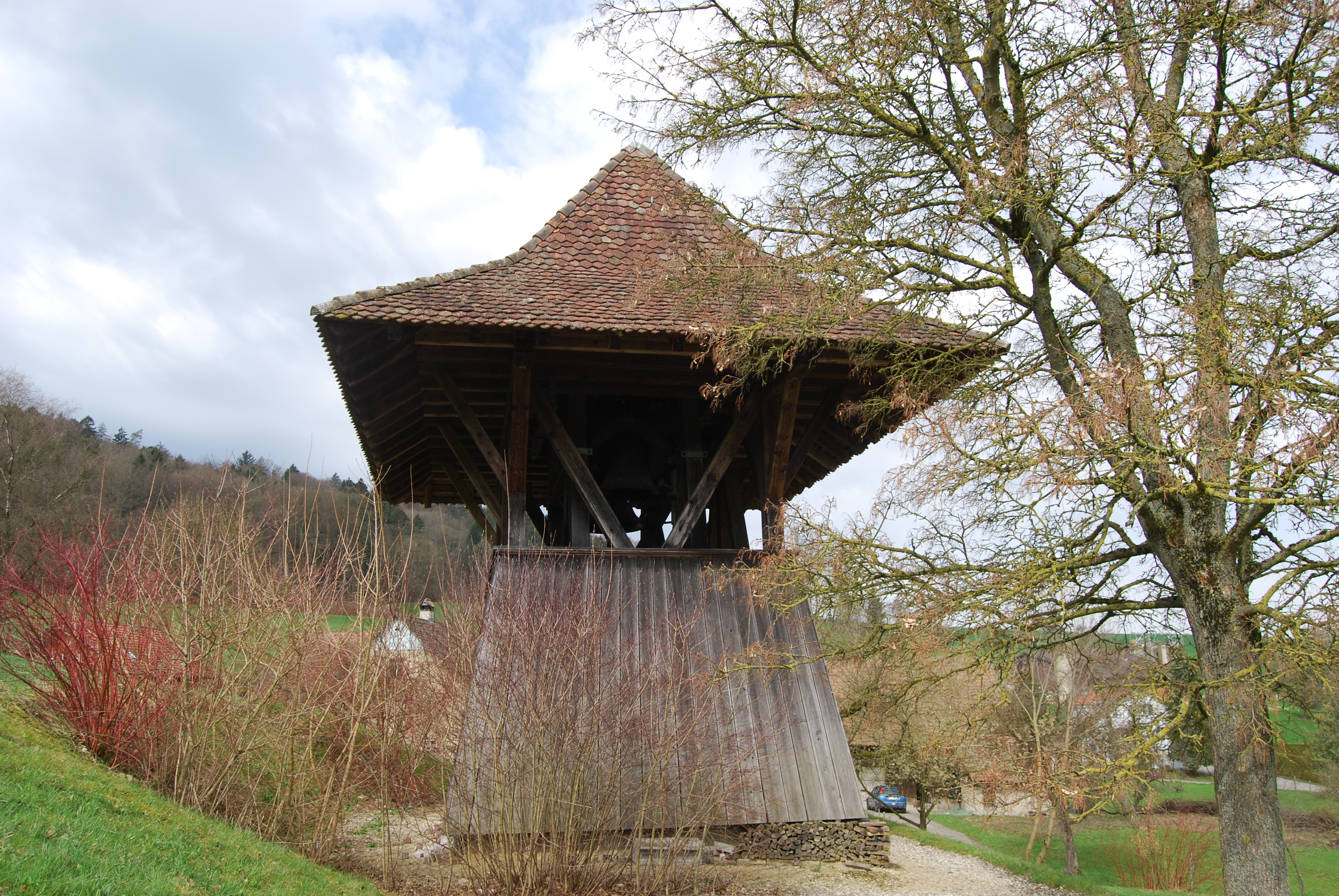
Hölzerner Glockenturm der Propstei

Das Dorfbild von Wislikofen wird durch die im Jahr 1113 gegründete Propstei Wislikofen geprägt. Nachdem sie 1804 säkularisiert worden war, gehörte sie gemeinsam der Kirchgemeinde und dem Kanton. Da das Gebäude kaum mehr genutzt wurde, verfiel es im Laufe der Zeit. 1962 beschloss der Grosse Rat sogar den Abriss, doch denkmalschützerische Bedenken schoben den Vollzug dieser Massnahme auf. Die Aufbruchstimmung des Zweiten Vatikanischen Konzils führte zur Eröffnung zahlreicher katholischer Bildungshäuser, auch für die Propstei Wislikofen war eine solche Nutzung vorgesehen. 1973 erwarb die Römisch-katholische Kirche im Aargau das Gebäude. Es dient seit 1976 als Seminar- und Bildungszentrum, daneben wird es auch als Hotel und Restaurant genutzt. Daran angegliedert ist die seit 1137 bestehende Pfarrkirche von Wislikofen.

## Wappen
Die Blasonierung des Gemeindewappens lautet: «In Blau auf grünem Hügel steigender weisser Löwe.» Das Gemeindewappen geht auf jenes der Propstei des Klosters St. Blasien zurück, das bis ins Jahr 1562 zurückverfolgt werden kann.

## Bevölkerung
Die Einwohnerzahlen entwickelten sich wie folgt:
| Jahr      | 1850 | 1900 | 1930 | 1950 | 1960 | 1970 | 1980 | 1990 | 2000 | 2010 | 2020 |
| Einwohner | 291  | 240  | 246  | 286  | 238  | 246  | 284  | 374  | 344  | 329  | 353  |

Am 31. Dezember 2021 lebten 353 Menschen in Wislikofen, der Ausländeranteil betrug 9,9 %. Bei der Volkszählung 2015 bezeichneten sich 46,6 % als römisch-katholisch und 21,3 % als reformiert; 32,1 % waren konfessionslos oder gehörten anderen Glaubensrichtungen an. 98,5 % gaben bei der Volkszählung 2000 Deutsch als ihre Hauptsprache an.

## Politik und Recht
Die Versammlung der Stimmberechtigten, die Gemeindeversammlung, übt die Legislativgewalt aus. Ausführende Behörde ist der fünfköpfige Gemeinderat. Er wird im Majorzverfahren vom Volk gewählt, seine Amtsdauer beträgt vier Jahre. Der Gemeinderat führt und repräsentiert die Gemeinde. Dazu vollzieht er die Beschlüsse der Gemeindeversammlung und die Aufgaben, die ihm vom Kanton zugeteilt wurden. Für Rechtsstreitigkeiten ist in erster Instanz das Bezirksgericht Zurzach zuständig. Wislikofen gehört zum Friedensrichterkreis XVII (Zurzach).

## Wirtschaft
In Wislikofen gibt es gemäss der im Jahr 2015 erhobenen Statistik der Unternehmensstruktur (STATENT) rund 150 Arbeitsplätze, davon 26 % in der Landwirtschaft, 35 % in der Industrie und 39 % im Dienstleistungssektor. Viele Erwerbstätige sind Wegpendler und arbeiten in Bad Zurzach und Umgebung oder in der Region Baden.

## Verkehr
Wislikofen liegt zwar etwas abseits des Durchgangsverkehrs an der Kantonsstrasse 431, ist aber über die wenige Kilometer entfernte Hauptstrasse 7 von Basel nach Winterthur leicht erreichbar. Die Anbindung an das Netz des öffentlichen Verkehrs erfolgt durch eine Postautolinie von Kaiserstuhl über Niederweningen zum Bahnhof Baden.

## Bildung
In Wislikofen gibt es einen Kindergarten und ein Schulhaus, in dem die Primarschule (1. und 2. Klasse) unterrichtet wird. Die 3. bis 6. Primarschulklasse können in Rekingen besucht werden, sämtliche Oberstufen (Realschule, Sekundarschule und Bezirksschule) in Bad Zurzach. Die nächstgelegenen Gymnasien sind die Kantonsschule Baden und die Kantonsschule Wettingen. Am südlichen Dorfrand von Wislikofen befindet sich das «Haus Goldenbühl», ein Heim für Jugendliche mit geistigen und körperlichen Behinderungen.

## Persönlichkeiten
- Willy Spuhler (* 1941), Radrennfahrer